# Trannroda
Trannroda ist ein Ortsteil der Gemeinde Krölpa im thüringischen Saale-Orla-Kreis. Trannroda liegt etwa zwei Kilometer nördlich der Ortslage Krölpa.

## Geschichte
Trannroda wurde am 5. Mai 1229 urkundlich ersterwähnt. Die Dorfkirche Trannroda wurde im 15. Jahrhundert erbaut. Trannroda gehörte bis 1815 zum kursächsischen Amt Arnshaugk und kam nach dessen – auf dem Wiener Kongress beschlossener – Abtretung an den preußischen Landkreis Ziegenrück, dem der Ort bis 1945 angehörte.
Die Gemeinde wurde am 1. Januar 1997 nach Krölpa eingemeindet.

### Einwohnerentwicklung
Entwicklung der Einwohnerzahl (Stand jeweils 31. Dezember):
| - 1933: 158 - 1939: 159 | - 1994: 141 - 1995: 147 - 1996: 149 |

 Datenquelle ab 1994: Thüringer Landesamt für Statistik